# Řevnice
Řevnice (deutsch Rewnitz, älter auch Reunitz) ist eine Stadt in Tschechien. Sie liegt 24 Kilometer südwestlich des Stadtzentrums von Prag an der Berounka und gehört zum Okres Praha-západ.

## Geographie
Řevnice befindet sich am nordöstlichen Rand des Brdywaldes am rechten Ufer der Berounka. In Řevnice kreuzen sich die Staatsstraßen 115 von Radotín nach Hostomice und 116 von Beroun nach Mníšek pod Brdy. Die Stadt liegt an der Eisenbahn von Prag über Radotín nach Beroun.
Nachbarorte sind Rovina, Mořinka und Lety im Norden, Dobřichovice im Nordosten, Černolice im Osten, Řitka im Südosten, Mníšek pod Brdy im Süden, Halouny, Svinaře und Lhotka im Südwesten, Zadní Třebaň im Westen sowie Hlásná Třebaň im Nordwesten.

## Geschichte
Erste schriftliche Nachrichten über ein unter dem Patronat des Nonnenklosters St. Georg stehendes Dorf Kostelní stammen aus dem 12. Jahrhundert. Im Jahre 1253 überließ Wenzel I. die St.-Mauritius-Kirche den Kreuzherren mit dem Roten Stern. Es wird angenommen, dass die Stadtgründung durch Ottokar II. Přemysl erfolgte. 1304 stiftete Wenzel II. Teile des Marktes Hrzebnicz, der zu dieser Zeit zwei Kirchen besaß, dem Zisterzienserkloster Aula Regia. Durch Johann von Luxemburg erhielt der Markt 1335 mehrere Privilegien verliehen.
1732 betätigte und erweiterte Karl VI. diese Rechte und verlieh das Recht zur Führung eines Stadtwappens. In der Mitte des 18. Jahrhunderts wurden die romanische Kreuzherrenkirche St. Mauritius und die gotische Zisterzienserkirche der Jungfrau Maria abgebrochen und an ihrer Stelle die heutige Barocke Kirche St. Mauritius errichtet. Mit dem Bau der Eisenbahn von Prag im Jahre 1862 entwickelte sich Řevnice durch seine Lage im Berounkatal und die Nähe zur Burg Karlstein und den Brdywald zur Sommerfrische der Prager. 1869 hatte Řevnice 675 Einwohner und galt seit dem Ende des 19. Jahrhunderts als Marktflecken. Seit dem Anfang des 20. Jahrhunderts wuchs der Ort an und wurde ein beliebter Wohnort. Am 1. November 1968 erfolgte die abermalige Erhebung zur Stadt.

## Sehenswürdigkeiten
- Dominikanerschlösschen
- Villa Zbiroh
- Kirche St. Mauritius, Barockbau aus den Jahren 1749 bis 1753, sie wurde anstelle von zwei mittelalterlichen Kirchen errichtet

## Söhne und Töchter der Stadt
- Ivan Řezáč (1924–1977), Komponist

## Persönlichkeiten, die mit der Stadt in Verbindung stehen
- Martina Navrátilová (* 1956), Tennisspielerin, wuchs in Řevnice auf